# Abraham Weinbaum
Abraham Weinbaum (ur. 1890 w Kamieńcu Podolskim, zm. 1943 w Sobiborze) – polski malarz pochodzenia żydowskiego.
Urodził się w rodzinie przemysłowca tekstylnego, gdy był dzieckiem rodzina przeprowadziła się do Łodzi. Po ukończeniu szkoły średniej wyjechał do Odessy, gdzie studiował malarstwo. Nie mogąc się tam odnaleźć postanowił zamieszkać w bardziej artystycznym miejscu, jego wybór padł na Kraków. Kontynuował naukę w tamtejszej Akademii Sztuk Pięknych pod kierunkiem Józefa Pankiewicza. W Krakowie zetknął się z żydowskimi organizacjami lewicowymi, zaprzyjaźnił się z malarzem Józefem Leskim. Zachęcony przez Pankiewicza po ukończeniu studiów w 1910 wyjechał do Paryża, aby tam zetknąć się z twórczością wielkich malarzy. Uczestniczył tam w życiu artystycznym, jego prace były wystawiane w organizowanych tam salonach, również w Belgii. Często podróżował do Łodzi, gdzie mieszkała jego rodzina. W Paryżu ożenił się, z tego związku miał córkę. W 1940 przeprowadził się z rodziną do Marsylii, 22 stycznia 1943 został aresztowany i uwięziony początkowo w Compiègne, a następnie w Drancy. 23 marca 1943 został dołączony do konwoju nr 52 i przetransportowany do Sobiboru, gdzie zginął.